# Castelfranco Emilia
Castelfranco Emilia is een gemeente in de Italiaanse provincie Modena (regio Emilia-Romagna) en telt 27.324 inwoners (31-12-2004). De oppervlakte bedraagt 102,5 km², de bevolkingsdichtheid is 244 inwoners per km².

## Demografie
Castelfranco Emilia telt ongeveer 11.000 huishoudens. Het aantal inwoners steeg in de periode 1991-2001 met 18,1% volgens cijfers uit de tienjaarlijkse volkstellingen van ISTAT.
| Jaar | Inwoneraantal |
| ---- | ------------- |
| 1991 | 21.247        |
| 2001 | 25.096        |

## Geografie
De gemeente ligt op ongeveer 42 m boven zeeniveau.
Castelfranco Emilia grenst aan de volgende gemeenten: Anzola dell'Emilia (BO), Modena, Nonantola, San Cesario sul Panaro, San Giovanni in Persiceto (BO), Sant'Agata Bolognese (BO) en Valsamoggia (BO).

## Geboren
- Alfonsina Strada (1891-1959), wielrenner

## Galerij

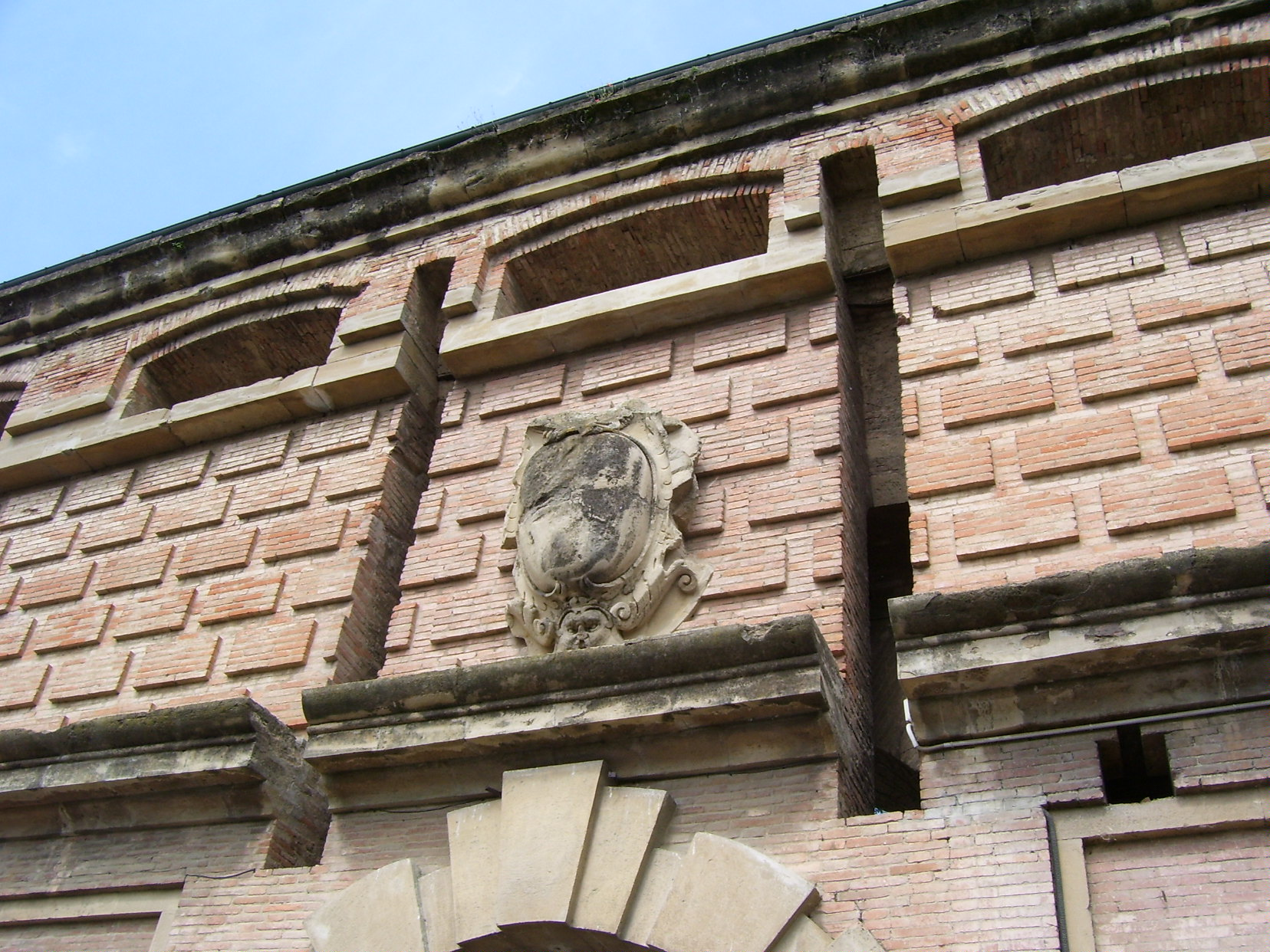
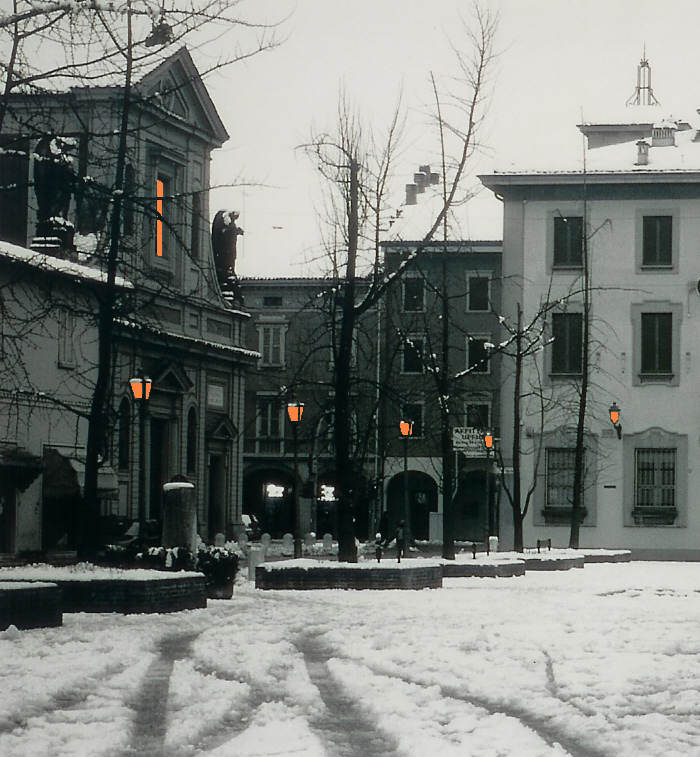
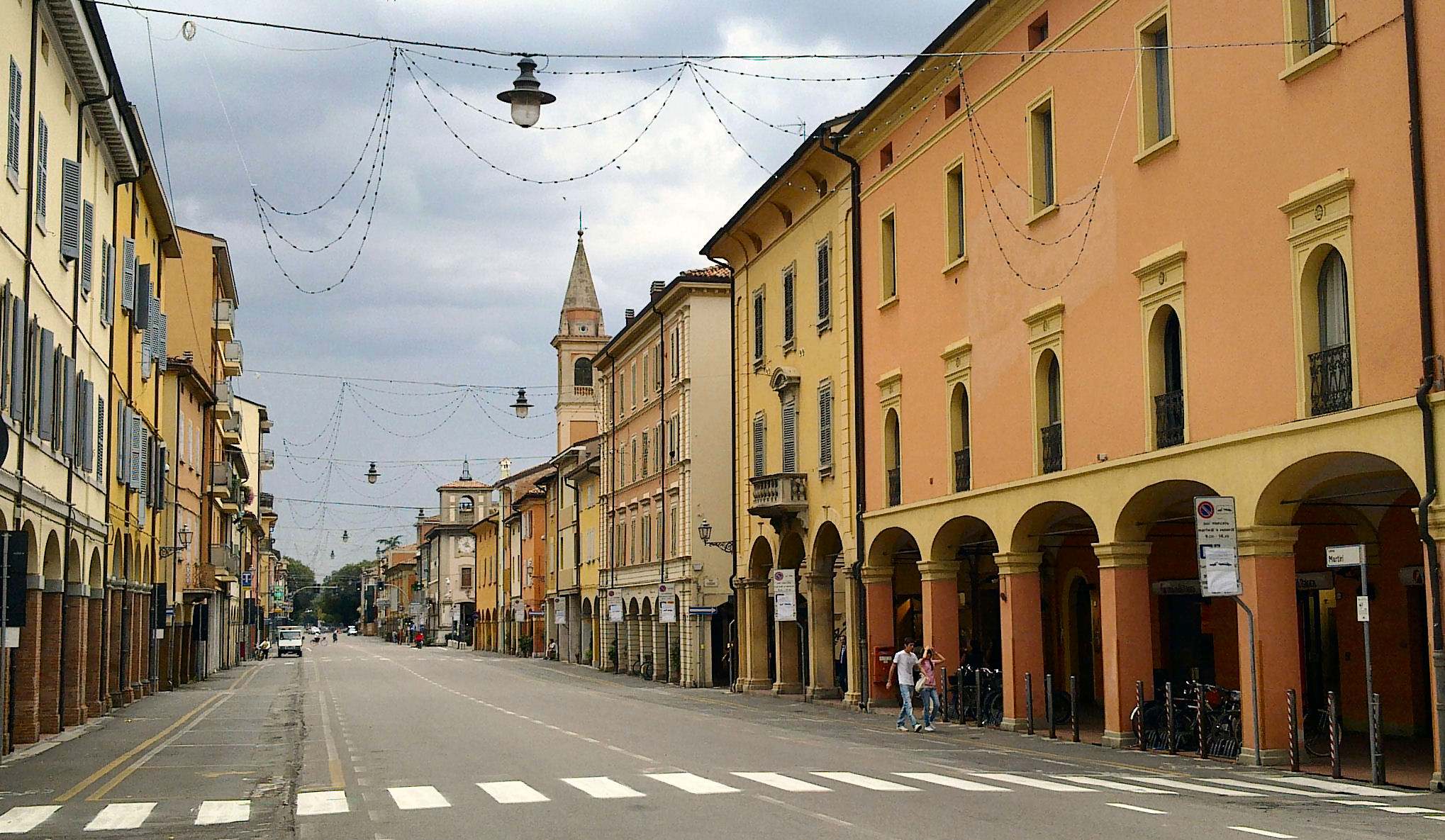
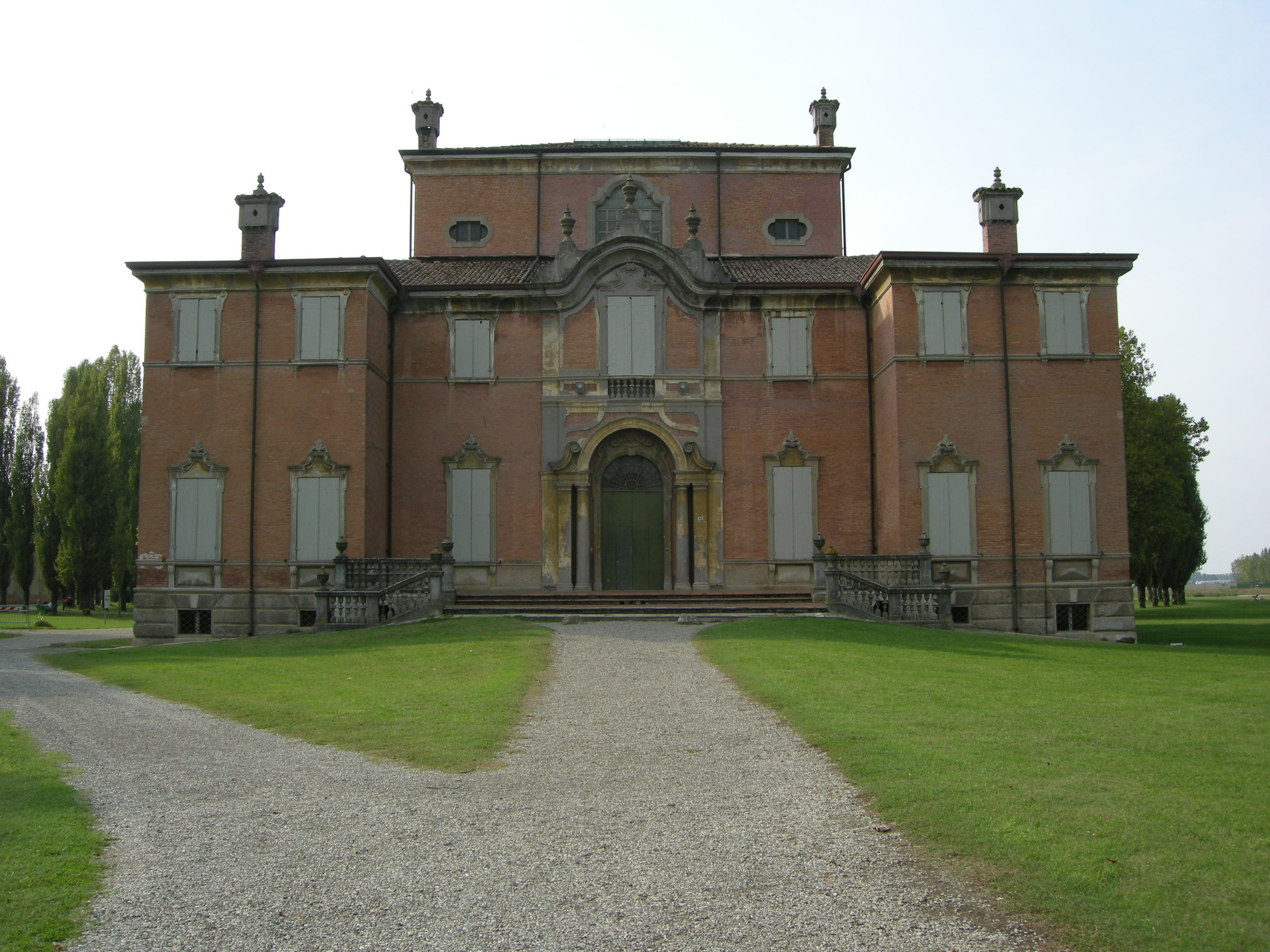

Bastiglia · Bomporto · Campogalliano · Camposanto · Carpi · Castelfranco Emilia · Castelnuovo Rangone · Castelvetro di Modena · Cavezzo · Concordia sulla Secchia · Fanano · Finale Emilia · Fiorano Modenese · Fiumalbo · Formigine · Frassinoro · Guiglia · Lama Mocogno · Maranello · Marano sul Panaro · Medolla · Mirandola · Modena · Montecreto · Montefiorino · Montese · Nonantola · Novi di Modena · Palagano · Pavullo nel Frignano · Pievepelago · Polinago · Prignano sulla Secchia · Ravarino · Riolunato · San Cesario sul Panaro · San Felice sul Panaro · San Possidonio · San Prospero · Sassuolo · Savignano sul Panaro · Serramazzoni · Sestola · Soliera · Spilamberto · Vignola · Zocca
- Library of Congress Control Number: n99024060
- MusicBrainz: e4b84acb-9602-4d24-b69f-06f11d96179d
- Nationale Bibliotheek van Israël: 987007491701905171
- Istituto Centrale per il Catalogo Unico: UBOV058624
- Virtual International Authority File: 149109389
- WorldCat: E39PBJvhr7r3wKXqqW6ktBBQMP